# Amantikir (quadrinhos)
Amantikir é um romance gráfico brasileiro de Lillo Parra e Jefferson Costa. A HQ foi publicado pela editora Trem Fantasma em 2022.
O livro adapta uma lenda dos tupis sobre a criação da Serra da Mantiqueira, que é contada pela Mãe das Águas, um espírito antigo, para e menina Mariá, que se perdera de seu pai na floresta. A lenda fala sobre o amor impossível do deus Kurasi pela indígena Amantikir e de como esse romance quase destruiu o mundo.
O romance gráfico foi viabilizado por financiamento coletivo através da plataforma Catarse.
Em 2023, a HQ ganhou o 35º Troféu HQ Mix na categoria de melhor publicação infantil.